# رسم خرائط الويب
خدمة رسم خرائط الويب (بالإنجليزية: web mapping)‏ هو شكل من أشكال رسم الخرائط الرقمية التي تستخدم الإنترنت لتمكن من تصميم وإنتاج خرائط جغرافية ومعالجتها ونشرها. وتعتمد على خدمات الويب المرتكزة على تقنيات الحوسبة السحابية.
مع انتشار ويب 2.0، ظهرت العديد من خدمات الويب لرسم الخرائط بعضها إحتكارية، مثل خرائط جوجل وجوجل إيرث وخرائط بينج وغيرها. في حين تعتمد خدمات أخرى على أساليب تعاونية مجانية، مثل خريطة الشارع المفتوحة.
مكنت نظم المعلومات الجغرافية على الويب من توفير "خرائط على شبكة الإنترنت". بفضل برامج، تعتمد على ثلاثة مكونات (العميل والخادم والبيانات)، تمكن هذه النظم من نشر البيانات عبر الإنترنت والمستخدمون من الوصول إليها وتصفحها. من بين هذه النظم يمكن ذكر GeoServer أو MapServer أو حتى خدمة آرك جي آي اس.